# Börje Hedblom
Börje Gunnar Hedblom (ur. 13 marca 1940 w Sztokholmie, zm. 28 grudnia 1976 tamże) – szwedzki bobsleista, brązowy medalista mistrzostw świata.

## Kariera
Największy sukces w karierze Hedblom osiągnął w 1961 roku, kiedy wspólnie z Gunnarem Åhsem, Erikiem Wennerbergiem i Gunnarem Garpö zdobył brązowy medal w czwórkach podczas mistrzostw świata w Lake Placid. Był to jedyny medal wywalczony przez niego na międzynarodowej imprezie tej rangi. W 1968 roku wystartował na igrzyskach olimpijskich w Grenoble, gdzie zajął czternaste miejsce w dwójkach i szesnaste w czwórkach.